# Serowe Palapye
Serowe Palapye è uno dei cinque sottodistretti del distretto Centrale nel Botswana.

## Villaggi
- Diloro
- Dimajwe
- Gamabuo
- Gojwane
- Goo-Sekgweng
- Gootau
- Kgagodi
- Lecheng
- Lerala
- Lesenepole/Matolwane
- Mabeleapudi
- Majwanaadipitse
- Majwaneng
- Malaka
- Malatswai
- Manaledi
- Matlhakola
- Maunatlala
- Mmashoro
- Moeng
- Mogapi
- Mogapinyana
- Mogome
- Mogorosi
- Moiyabana
- Mokgware
- Mokhungwana
- Mokokwana
- Moremi
- Moreomabele
- Mosweu
- Motshegaletau
- Paje
- Palapye
- Radisele
- Ratholo
- Sehunou
- Seolwane
- Serowe
- Serule
- Tamasane
- Thabala
- Topisi
- Tshimoyapula

## Località
- African Ranch
- Alaphate/Tshwelakhumma
- Alberts Ranch
- amo-kamo
- Amojinae
- Anna-oo
- Arizon Ranch
- Aunaxhae
- B.D.F. Camp
- B1
- B2
- Baazoo
- Badinao
- Balidze's Farm (Daukome)
- Bapeding
- BDA Farm
- Beesamujenna
- Belo Belo
- Besiijenaa
- Bibiri
- Bikwe
- Bobothakgama
- Bodumatau
- Bogoma
- Bojakgosi
- Bojakhudu
- Bojanamane
- Bojaphofu
- Bojelakhudu
- Bokamoso Farm
- Bokotelo
- Bokuding
- Bolela
- Bolelantokwe
- Bolelapudi
- Bolelathaga
- Bollankwe
- Bolopudi
- Bonwakatlhako
- Bonwanonyane
- Bonwaphala
- Bonwapitse
- Bootsei
- Boratapula
- Borotelatshwene
- Bosootwane
- Bosotswane
- Bosutswa
- Boswelaphofu
- Botepetepe
- Botswiri
- Boyong
- Bull Camp
- Butajiwa
- Buuga
- Cairo
- Capetown
- Center Veld Farm
- Chalaole
- Chalaole
- Chamkuwe
- Chankwe
- Chawaa
- Chibajena
- Chiole
- Chubu
- Daachobe
- Dabetshaa
- Dalas Camp
- Datsube
- Daujena
- Daukhubi
- Daukome
- Daukome C/Post
- Denedara
- Diage
- Dibegotso
- Dibobe
- Dibokwe
- Didibana
- Dikabeane
- Dikabeya
- Dikabeya Farm
- Dikabeya Roads Camp
- Dikara
- Dikgatlhong
- Dikgotswe
- Dikokola
- Dikukumuru
- Dilolwane
- Dimajwe 2
- Dimajwe Lands
- Dinakedi
- Dinare Ranch
- Dine
- Dinoge
- Dinonong
- Dinonyaneng
- Ditawana
- Ditharapeng
- Dithateng
- Dithojane
- Ditootso
- Ditsakane
- Ditshele
- Ditshoswane
- Ditshoswane
- Ditshukudu
- Ditsokwane
- Dorokwe
- Drogo 2
- Dubeitshupa
- Dubeitshupa Vet Camp
- Dugoo
- Dunage
- Dzerudzwane
- Ebikhoo
- Elebi
- Elibi Ranch
- Foree,s Ranches
- Gabazaee
- Gabetsha
- Gadie
- Gaedu
- Gaenatiro
- Gaetsha
- Gainau
- Gaithwa
- Gaithwa
- Gaixamo
- Gakeamoroba
- Gamgoree
- Gamogenae
- Gamogore
- Gamojimae
- Gaube
- Gauga
- Geeshore
- Geluk Farm
- Geological Survey Camp
- Ghabee-Ah
- Ghabee-Ah
- Ghae-Tshoonyee
- Ghexabe
- Ghoche
- Gobadwe
- Godwee
- Goena
- Gogoba
- Goitane
- Gomtara
- Goo-Sekgweng Vet Gate
- Goo-Tau Vet Camp
- Goobokoo Farm
- Gootau Lands
- Gooxoo
- Gosiame's Farm
- Gowa
- Guii/Mosima wa thakadu
- Gukhae
- Gunuwe
- Gushwe
- Gwabakwe
- Gwagoree
- Gware
- Gweyaiyo
- Gwiijinaa
- Haedanaa
- haega
- Hamxharaga
- Homogoree
- Hukutswe
- Hulapetsana
- Hulwane
- Isasaa
- Itsokwane
- Itsokwane 1
- Jaja
- Jelante
- John's Farm
- Jwagoree
- Jwelejwete
- Jwenyane
- Kaape
- Kabinakwe
- Kaka Vet Camp
- Kakamane
- Kalisenyane
- Kamokwa
- Kanana
- Kanana
- Kaogoree
- Karatsia
- Karetshumotshumo
- Kautshepe Vet Camp
- Kautshephe
- Kedikilwe
- Kedinyana
- Kelele
- Kgamaa
- Kgamanemodewe
- Kgaragana
- Kgarangwe
- Kgaswe
- Kgetsana
- Kgetsiyathutlwa
- Kgobotwane
- Kgokonyane
- Kgomoenose
- Kgookgoo Ranch
- Kgophathathe
- Kgotswane
- Khabetumo
- Khama Rhino Santuary
- Khama Rhino Santuary
- Khamaxa
- Khamaxa
- Khebatsoreng Farm
- Khie
- Khubu-la-Bapedi
- Khubu-la-Dintsa
- Khukhu
- Khumanego
- Kijane (Pty) Ltd Ranch
- Kobalebakami
- Kobalemakabe
- Kobe
- Koiga
- Kokorega
- Kolojwane
- Kolokome
- Kolokome
- Komashe
- Komokomo
- Komotrayi
- Korakora
- Kotojwe
- Kuane
- Kuido
- Kuijoo
- Kukubjwe
- Kutamjinaa
- Kwajena
- Kwaleta
- Kwiti
- Lebalamakgasa
- Lebebe
- Leboana
- Lebu
- Lebu
- Lechana
- Lechana
- Lechana Siding
- Lecheng Vet Camp
- Lechesa/Chepete
- Legagane
- Legotlho
- Legotlhong
- Lehatshe
- Lehatshe 2
- Lekgori
- Lemone
- Leneelo
- Lenkwaneng
- Lepalapala
- Lephala
- Lephaleng
- Lephaneng
- Lephiri
- Lerala Lands
- Lerala Vet Gate
- Leropa
- Lesenepole Lands
- Lesie
- Lesie
- Lesoko
- Letetengwa
- Letlapeng
- Letlhakola
- Letsibogo
- Letsomo
- Leupane
- Leupane Farm
- Limpopo Inn Farm
- Loc.-1 Malaka (No Name!)
- Loc.-2 Malaka (No Name!)
- Lotsane
- Lotsane Raedame
- Lwale
- Maakanye Farm
- Mabalane
- Mabalelo
- Mabatwe
- Mabeleapudi Lands
- Mabolobolo
- Mabuduloge
- Mabulana
- Machoama
- Madanago
- Madibamantsho
- Madibamantsho
- Madibamantsho
- Madiga
- Madikolobe
- Madode Vet Camp
- Madu
- Maduteleng
- Mafoko
- Magamela
- MagothoMabedi Farm 1
- Mahapswe
- Mahataanare
- Mahatana
- Mahatane
- Mahatane
- Mahatane Cattle Post
- Mahekejane
- Mahibitshwane
- Mahibitswane
- Maholosa
- Mahubala
- Maipaafela
- Maipaafela
- Maipaafela
- Maipafela/Serulatsane
- Maiphithwane
- Majadinare
- Majana-a-Dipitse
- Majojo
- Majwanaadipitse Lands
- Majwaneng Vet Camp
- Makgakga- a- Matlamma
- Makgobo
- Makgothwane
- Makgwelekgwele
- Makhemabedi
- Makhiadintsi
- Makhing
- Makhing Farm
- Makhiranting
- Makiti-a-Mangana
- Makoba Vet Camp
- Makoro Brick Tile
- Makoro Foot & Mouth Camp
- Makoro quarantine Camp
- Makoro Siding
- Makuting
- Makwa
- Malaakhakhe
- Malaika
- Malatswai 2/17 Cattle Post
- Malatswai Gate Camp
- Malokoloko
- Malolwane
- Malotwane
- Mamohibedu
- Mamolathwa
- Mangana
- Mangana
- Mangana-a-Ditau
- Manganaosi
- Manganyane/Mogolori
- Mangole
- Mangolwane
- Mankgatau
- Mantika
- Mantsheledi
- Maokabi
- Maokwe
- Maokwe Vet Gate Camp
- Maope
- Maope Quarry Camp
- Maope Siding
- Maotokgonyana
- Mapena
- Maphaneng
- Maphanephane
- Maphanephane
- Maphanephane
- Marago-a-Thipa
- Marantafole
- Maratele
- Marogwane
- Marokolwane
- Marolahutshe
- Maroleng
- Marotobolo
- Martin's Drift
- Martins Drift Farm
- Marukuru
- Marukuru
- Marulamabedi
- Marulamantsi
- Marulamantsi
- Marulamantsi
- Maruleng
- Maruleng
- Marumantsho
- Marutujwe
- Marwarwe
- Masama
- Masama
- Maselesele
- Masenyane
- Masoko
- Masokobale
- Masomabedi
- Masuakoloi
- Masudiakgopo
- Masukane
- Mathape
- Mathoboro
- Matikwe
- Matikwe (BLDC)
- Matikwe 2
- Matikwe 3(Notah)
- Matlane
- Matlapana
- Matlhakola lands
- Matlhakola Vet Gate
- Matopi
- Matopi
- Matopi a Takana
- Matoposane/Morobosi
- Matoteng
- Matsabane
- Matshajwana
- Matsholwana
- Matshoswane
- Matshoswane
- Matsiara
- Matsilapswe
- Maumo
- Maumo
- Maumoo
- Maweduo
- Maxwi
- Mbouwe
- Metsibotlhoko
- Metsibotlhoko
- Metsimahibidu
- Metsimasweu
- Metsimasweu
- Mhata
- Mhatane
- Mhate
- Mhethi
- Mhethi 2
- Mhisi
- Mmabahumi
- Mmabanyana
- Mmabanyana
- Mmabereku
- Mmabi
- Mmabogopa
- Mmabohume
- Mmabonyane
- Mmabothubela
- Mmadichijane
- Mmadikgama
- Mmadikolobe
- Mmadikolobe
- Mmadikolobe
- Mmadinoga
- Mmadiphalne
- Mmadipudi
- Mmaditshoswane
- Mmagomo
- Mmakgabo
- Mmakgabo
- Mmakgari
- Mmakhumo
- Mmakolobe
- Mmale
- Mmalebala
- Mmalebatane
- Mmalegong
- Mmamadila
- Mmamahututu
- Mmamale
- Mmamasogo
- Mmamhatane
- Mmamokgotshe
- Mmamolelekwa
- Mmamongadi
- Mmamonyai
- Mmamorontshe
- Mmamosarwana
- Mmamoswenya
- Mmamotlhotlhore
- Mmangwedi
- Mmantshadidi
- Mmapa-ya-Mmidi
- Mmapabane
- Mmaphiri
- Mmapilane
- Mmapote
- Mmasekutlele
- Mmasetompi
- Mmashoro Lands
- Mmatshadidi
- Mmokolodi
- Mmualefe
- Mmuomohibidu
- Mmuphuela
- Mobonyane
- Mochinyana(Goxuba)
- Modibedi
- Modireng
- Moduane
- Moebote
- Moeng College
- Moenyane
- Mogabaladi
- Mogaleng
- Mogaleng
- Mogamasiti
- Mogatsapoo
- Mogobe-Wa-Makgalo
- Mogojwana
- Mogolori
- Mogorosane
- Mohibidu
- Mohibitswane
- Mohibitswane
- Mohoke
- Mohungwa
- Moipolai
- Moitshopari
- Mojaditholo/Madijwane
- Mojemane
- Mokaibe
- Mokala
- Mokata
- Mokata
- Mokataka
- Mokeme
- Mokgacha
- Mokgacha-wa-Dinama 1
- Mokgacha-wa-Dinama 2
- Mokgacha-wa-Maje
- Mokgalwaneng
- Mokgethe's Farm (Richmark)
- Mokgojwe Farm
- Mokgolopite
- Mokhungwana Vet Camp
- Mokhungwana Vet Gate
- Moko
- Mokoba Vet Gate Camp
- Mokoba-waga-Shadi
- Mokobaesi
- Mokobaesi
- Mokobaesi
- Mokobaise
- Mokobane
- Mokongwe
- Mokoro
- Mokuruenyane
- Mokwena
- Molae
- Molaka/Leboana
- Molaodi
- Molapo-wa-Dipitse
- Molapong
- Moleejane
- Moleejane
- Moleejane
- Molefi
- Molelwane
- Molodi
- Molodi
- Molope
- Molosiwa
- Molowane
- Monageng
- Monalwa
- Monganaesi
- Monkgaphokoje
- Monokela
- Monokela
- Monyaneng
- Monyelenyele
- Mookoso
- Morakhwe
- Morala
- Moralana
- Moralane
- Moraleng
- Moremi
- Moripane
- Moriri
- Moriri
- Morokolwane
- Morome
- Morongwa
- Morukuru
- Morukuru
- Morukuru
- Morukutshane
- Morupule Lands
- Morupule Mine
- Morupule Power Station
- Morupule Roads Camp
- Mosa
- Mosalala
- Mosamo
- Mosatse
- Moselesejana
- Moselesejane
- Mosetha
- Mosi
- Mosojane
- Mosokaphala
- Mosokaphala
- Mosuspan
- Moswetsi
- Motanalo
- Motatana
- Motatawa
- Motemane
- Mothaphutha
- Mothathane
- Motholo
- Motlatse
- Motlhabaosabonwe
- Motlhaka
- Motlopi
- Motobetsong
- Motoname
- Motopi
- Mototswane
- Motse-wa-Dinotshe
- Motsebotlhoko
- Motsena
- Motshegaletau Lands
- Motsosangwedi
- Mpa-ya-Tshukudu
- Mpane
- Mpheretlhe
- Mpudula
- Mr Rooibok's Farm
- Naka-la-Phala
- Naka-la-Phala 1
- Naka-la-Phala 2
- Naka-la-Tlou
- Naka-tsa-Kgama
- Nakalakgama
- Nakalakgama
- Nakalatshukudu
- Nakatsakgokong
- Nalalatladi
- Nawa
- Nawane
- Ngonaju
- Ngoxauxau/Thamalatsalefatshe
- Ngwapa Lerala
- Nkabejana
- Nkani / Metsibotlhoko
- Nkate
- Nkawane
- Nkgalo
- Nkgamelang
- Nkgobe
- Nkgobotlwane
- Nkgobotlwane
- Nkhinyana
- Nkoyakgomo
- Nkutswaotswe
- Nkwe
- Nnene
- Ntole
- Ntsingwane
- Nxabe
- Nxabe 2
- Nxanakao
- Nxuago
- Nyamakatse
- Nyetse
- Nyinichidu
- Old Kutswe
- Orukutshane
- Ox Farm/Brink
- Pabase
- Paenteyamasi
- Pakame
- Pakatse
- Palamaokue
- Palamaokue
- Palamaokue
- Palamaokwe
- Patikwane
- Patwe
- Patwene
- Peejana
- Pelotshwaana
- Peterolong
- Phadima
- Phage
- Phalatshweu
- Phaletshe
- Phapha
- Phate
- Phikwane
- Phikwe
- Phologolo/Ramaboana
- Photsana
- Phuduhudu
- Pidimane
- Piditxana
- Pitara
- Pitikwane
- Podishoro
- Police Camp
- Poloka
- Poloko Farm
- Poungwe
- Power
- Pulenyane
- R.G.E.F. Farm
- Raboswame
- Raetshoma
- Rakeswela
- Rakeswele
- Rakgankunu
- Rakgokwane
- Rakgonkwane
- Ramadiele
- Ramaphole
- Ramashaba
- Ramasie's Farm/Phokoje
- Ramatanka
- Ramatshukudu
- Rammai Vet Gate
- Ramogonwane
- Ramoherwana Vet Camp
- Ramokgophane
- Ramolatsana
- Ramosasi
- Rancheng
- Rangaletsang
- Rantalapye
- Raphaladi
- Raphusu
- Raphuti
- Rasegojwa
- Rasetokwane
- Rashabi
- Ratholo Vet Gate
- Ratobo Cattle Post
- Roads Camp
- Roads Work Camp
- Robert Southren
- Roy Young's Farm
- Ruthwane
- Saasane
- Saejane
- Sajwe
- Sanakoma
- Sanakoma Camp
- Sebalamakgolo
- Sebataladi
- Sebesetsane
- Sedibakgolo
- Sedibana
- Sedibe
- Segakwana
- Segawana
- Segobedie
- Sekgarapane
- Sekgarapane
- Sekgete
- Sekhiting
- Sekokonyane
- Sekopannyo Oxitonang
- Sekuta
- Selaga
- Seleka ranch
- Selelo sa Ngwana
- Selophale
- Selotswane
- Semajwe
- Semakakwe
- Semolale
- Semputswane
- Senongope
- Senthana
- Senthane
- Senwatibi
- Seoka Paakanyeng
- Seokane
- Seokasho
- Seokeng
- Seolwane
- Sepadi / Stanley's Farm
- Sepenane
- Sephepe
- Seporogwane
- Sepswe
- Serokolwane
- Serotswana
- Serowe Farmers
- Serowenyana
- Serulatswe
- Serule (località)
- Sesajwe
- Sesalejwe
- Sesame
- Sesarweng
- Sese
- Sese Lands
- Sese Vet Camp
- Sese-Siding(Quarantine Camp)
- Seshere
- Sesokwe
- Sesulela
- Sesulela Ranch
- Sesulela/Mabili
- Setatse 1
- Setekwane
- Sethorana
- Setlhorana
- Setote
- Setshweu
- Seven
- Shakge
- Shalakwe
- Shale
- Shangami
- Shaoga
- Shashane
- Sherwood Ranch 2
- Sokwe
- Sotoma
- Sowa
- Sowanyane
- Steven's Game Ranch
- Swagadi
- Swarekare
- Taleba
- Tamatsiri
- Tatanana
- Taukoma
- Taukome Camp
- Taukome Lands 1
- Taukome Lands 2
- Tawe
- Tebele
- Tebele
- Tenjani
- Thabala
- Thabala Vet Camp
- Thabane Ranch
- Thakadiawa
- Thakadiawa
- Thakadiawa
- Thalamabele
- Thamane
- Thame
- Theme/ Mojalapeo
- Thobadine
- Thukae
- Thupana
- Thutswe
- Thwalethwale
- Tibalekole
- Tidimalo
- Tiekom
- Tita
- Titilejwana
- Titilejwe
- Titiri
- Tlapaneng/Phora
- Tlhagasanong
- Tlhalerwana
- Tlhareseleele
- Tlhobaladinawa
- Toatibi
- Tobetobe
- Topinya
- Topisi Lands
- Toromole
- Toromole
- Toutswe
- Toutswe
- Tsakotshaa
- Tsantsarane
- Tsarutsaru
- Tsarutshuu
- Tsatsifela
- Tsatsifela
- Tshamphana
- Tshanana
- Tshephe
- Tshetlhong 1
- Tshetlhong 2
- Tshetlhong 3
- Tshimotshimoga
- Tshokana
- Tshokana
- Tsholetsakhiba
- Tshorosa
- Tshoswane
- Tshoswane
- Tshoswane
- Tshupeng
- Tshwagong
- Tsiga
- Tsimachoko
- Tsitle
- Tsitsilejwe
- Tsokung
- Tsuje
- Tuli Ruins Farm
- Tutu
- Two River Farm
- Uwe Aboo
- Uweabo Vet Gate Camp
- Uwee Aboo
- V et Camp
- Virginia Estate
- Virginia/Mokaatlhobolo
- Wellfield 2
- Xaboo
- Xainju
- Xamjenna
- Xanabee
- Xanajuu
- Xantsetsere
- Xaraogenaa
- Xautsago
- Xaxa
- Xekholoo
- Xexeka
- Xhabaga Farm
- Xhadokago
- Xhadutsha
- Xhagmtsha
- Xhaixhau
- Xhakadie
- Xhakao
- Xhamaghoo
- Xhamakaxhoo
- Xhamaxhao
- Xhamjobie
- Xhanakae
- Xhanapeng
- Xhanedu
- Xhanekae
- Xhanxa
- Xhaosa Farm
- Xhara
- Xharae
- Xharobeng Ranch
- Xharojena
- Xhekoka
- Xhiraka
- Xhiuigoree
- Xhobaxhoba
- Xhodisa
- Xhogomokao
- Xhomoo
- Xhoobeng Farm
- Xhoojinae
- Xhooreng
- Xhozeng
- Xhuuxhuga
- Xlalajena
- Xobexwa
- Xodingoree
- Xootsha
- Xukuru
- Xumi
- xumkwene
- Xwaakaa
- Xwagore
- Xwaka
- Xwie
- Xxauga
- Yala Ranch
- Yena
- Zero-Zero
- Zobidao
- Zwabau